# أليكس كاسترو
أليكس كاسترو هو مغني وعارض فلبيني، ولد في 27 سبتمبر 1985 في Marilao ‏ في الفلبين.

## وصلات خارجية
- أليكس كاسترو على موقع IMDb (الإنجليزية)
- أليكس كاسترو على موقع قاعدة بيانات الفيلم (الإنجليزية)